# Epsilon Pavonis
Epsilon Pavonis (ε Pav, förkortat Epsilon Pav, ε Pav) som är stjärnans Bayerbeteckning, är en ensam stjärna belägen i den södra delen av stjärnbilden Påfågeln. Den har en skenbar magnitud på 3,97 och är synlig för blotta ögat. Baserat på parallaxmätning inom Hipparcosuppdraget på ca 31,0 mas, beräknas den befinna sig på ett avstånd på ca 105 ljusår (ca 32 parsek) från solen. Den rör sig närmare solen med en radiell hastighet på -6,7 km/s.

## Egenskaper
Epsilon Pavonis är en blå till vit stjärna i huvudserien av spektralklass A0 Va
, som genererar energi genom fusion av väte i dess kärna.  Den har en massa som är ca 2,2 gånger större än solens massa, en radie som är ca 75 procent större än solens och utsänder från dess fotosfär ca 32 gånger mera energi än solen vid en effektiv temperatur på ca 10 400 K. 
Epsilon Pavonis ingår i den föreslagna Argusföreningen, en ung rörlig grupp med mer än 60 stjärnor i anslutning till stjärnhopen IC 2391.